# 切雷萨拉
切雷萨拉（義大利語：Ceresara），是意大利曼托瓦省的一个市镇。总面积37平方公里，人口2687人，人口密度72.6人/平方公里（2009年）。国家统计（ISTAT）代码为020019。